# Centre Eau Terre Environnement de l'INRS
Le Centre Eau Terre Environnement de l'INRS est un des quatre centres de l'Institut national de la recherche scientifique (INRS). Il est la résultante historique des centres INRS-Eau (1970-2001), fusionné en 2001 avec INRS-Pétrole (1971-1981) devenu INRS-Géoressources (1981-2001). 
Le centre contribue aux efforts québécois de recherche, de formation et de transfert technologique dans les domaines de l'eau, de la Terre et de l'environnement. 
L'Institut national de la recherche scientifique (INRS) est un établissement universitaire québécois voué à la recherche, aux études de cycles supérieurs et à la formation de chercheurs. Il a aussi pour mandat le développement de la recherche fondamentale et appliquée dans des secteurs jugés prioritaires pour le Québec et ce, tout en s'assurant le transfert des connaissances et des technologies dans l'ensemble des secteurs où il œuvre. 
C'est dans ce cadre que le Centre Eau Terre Environnement de l'INRS concentre ses activités sur les ressources hydriques et terrestres dans une perspective intégrée de gestion éclairée, de conservation et de développement durable.